# Пастух Володимир Васильович
Пастух Володимир Васильович (20 травня 1937 року) — український геодезист, топограф, кандидат технічних наук, доцент Київського національного університету імені Тараса Шевченка, професор Національного авіаційного університету.

## Біографія
Народився 20 травня 1937 року в селі Бандурівка Олександрійського району Кіровоградської області. Закінчив 1956 року Київський топографічний технікум, працював топографом в Українському аерогеодезичному підприємстві № 13 при Міністерстві внутрішніх справ СРСР. Закінчив 1964 року Київський інженерно-будівельний інститут зі спеціальністю «інженер-геодезист». Працював у тресті «Південзахідтрансбуд» майстром, виконробом, старшим виконробом. З 1973 року — заступник керуючого з виробництва тресту «Київміськбуд — 5». У Київському університеті працював у 1977—1983 роках проректором з навчальної роботи, з 1976 року доцент кафедри геодезії і картографії географічного факультету. У 1983—1990 роках завідувач науково-дослідної лабораторії картографії, геодезії, та фотограмметрії. Кандидатська дисертація під науковим керівництвом професора М. Г. Відуєва на тему «Автоматизація геодезичного виробництва та геометрична відповідність будівництва інженерних споруд» захищена у 1974 році). З 2005 року професор завідувач кафедри геодезії, картографії та фотограмметрії в Інституті землевпорядкування та інформаційних технологій при Київському національному авіаційному університеті.

## Нагороди і відзнаки
Нагороджений знаком «Почесний геодезист України» 2007 року.

## Наукові праці
Автор близько 50 наукових та науково-методичних праць, понад 10 підручників та навчальних посібників у співавторстві. Основні праці:
1. (рос.) Методические указания по фотограмметрической съемке архитектурных памятников. — К., 1977.
2. Фотограмметрія. — К., 1983.
3. (рос.) Прикладная фотограмметрия. 1994.
4. Картографія. — К., 1999.
5. Основи топографії. — К., 2000.
6. Навчально-топографічна практика. — К., 2000.